# 滋賀県道137号信楽停車場線
滋賀県道137号信楽停車場線（しがけんどう137ごう しがらきていしゃじょうせん）は、滋賀県甲賀市を通る一般県道である。

## 概要
信楽高原鐵道信楽線 信楽駅前から甲賀市信楽町長野に至る全長355 m、幅員5.5 m以上の駅道。
かつては信楽焼の製品を駅まで輸送するのに活用されていたが、モータリゼーションにより通勤・通学者が利用する道路になった。

### 路線データ
- 起点：甲賀市信楽町長野（信楽高原鐵道信楽線 信楽駅前）
- 終点：甲賀市信楽町長野（信楽駅口交差点、国道307号交点）
- 総延長：355 m[1]

## 路線状況

### 道路施設

#### 橋梁
- 旭橋（大戸川・信楽川、甲賀市）

## 地理

### 通過する自治体
- 甲賀市

### 交差する道路
| 交差する道路                   | 交差する場所 | 交差する場所          |
| ------------------------------ | ------------ | --------------------- |
| 国道307号 / 近江グリーンロード | 信楽町長野   | 信楽駅口交差点 / 終点 |

### 沿線
- 信楽高原鐵道信楽線 信楽駅
- まるいち
- 甲賀市役所 信楽支所
- ヤマタテ
- 信楽伝統産業会館
- 甲賀警察署 信楽交番